# Friedrich Wilhelm Schmidt (Theologe)
Friedrich Wilhelm Schmidt (* 2. Dezember 1893 in Bern; † 12. März 1945 in Wörbzig) war ein deutscher evangelischer Theologe und Professor für Systematische Theologie.

## Leben
Friedrich Wilhelm Schmidt verbrachte seine Kindheit und Jugend in Bern und Frankfurt. Er studierte Evangelische Theologie in Tübingen und Marburg. Einer seiner prägenden Lehrer war Wilhelm Herrmann. Während des Studiums nahm er 1912 das Band des Tübinger und 1914 das des Marburger Wingolf auf. 1917 promovierte er in Tübingen zum Lizenziat der Theologie. Im Anschluss arbeitete er als Religionslehrer und Seelsorger in Berka. 1920 wurde ihm von der Theologischen Fakultät in Halle (Saale) die venia legendi für Systematische Theologie verliehen. 1922 erhielt er hier die Stelle des Inspektors des Schlesischen Konviktes. 1926 wurde er Extraordinarius in Halle, im folgenden Jahr dann Ordinarius für Systematische Theologie in Münster. Von 1934 bis 1939 war er Dekan der Theologischen Fakultät. 1939 wurde er als regimetreuer Kandidat und profilierter Gegner der Bekennenden Kirche auf einen Lehrstuhl für Systematische Theologie an die Universität Berlin berufen. Auch hier übernahm er von 1942 bis 1945 das Amt des Dekans.

## Auszeichnungen
- 1928 Dr. theol. h. c. der Universität Halle

## Schriften (Auswahl)
- Das Verhältnis der Christologie zur historischen Leben-Jesu-Forschung bei W. Herrmann und M. Kähler, Diss. theol. Tübingen 1917.
- Der Gottesgedanke in Luthers Römerbrief. In: Theologische Studien und Kritiken 93 (1920/1921), S. 117–248.
- Wilhelm Herrmann. Ein Bekenntnis zu seiner Theologie, Tübingen 1922.
- Die theologische Begründung der Ethik, Gütersloh 1931.
- Kirche und Staat im dritten Reich, Münster 1934.